# McMahon Stadium
McMahon Stadium är en arena för kanadensisk fotboll i Calgary, Kanada. Den ägs av Calgarys universitet och "McMahon Stadium Society".
McMahon Stadium är belägen mellan stadskärnan och Calgarys universitet, norr om 16:e avenyn nordväst mellan Crowchild Trail och University Drive.  Den ligger på gångavstånd från Banff Trail och C-Train-stationen
Arenan fungerar som hemmaplan för University of Calgary Dinos, Calgary Colts i Canadian Junior Football League, Calgary Gators och Calgary Wolfpack i Alberta Football League, och Calgary Stampeders i CFL, vilka tidigare spelade på Mewata Stadium åren 1935 till 1959. McMahon Stadium utsågs också som spelplats för  NHL Heritage Classic 2011.
Arenan användes även för invignings- och avslutningsceremonierna vid olympiska vinterspelen 1988.

## Historia
Arenan byggdes vid dåvarande Calgarys universitetscampus inom 100 dagars tid 1960 till ett pris av $1 050 000. Arenan ersatte då Mewata Park Stadium.
Den namngavs efter Calgaryborna Frank McMahon och hans bror George McMahon. De donerade C$ 300 000 till universitetet och stadens invånare, och garanterade den ekonomiska balansen för bygger av arenan.
Universitetet förvärvade hela ägandet av arenan och marken 1985, efter att den ursprungliga finansieringen upphört 1973 och ett markutbytesavtal skrevs med Calgary stad.

## McMahon Stadium Society
Arenan drivs av McMahon Stadium Society. Sällskapet bildades som en ideell förening i Alberta 1960 för att driva, förbättra och sköta arenan, tillsammans med dess anläggningar, för sport och fritid samt andra ändamål.
Dess medlemmar består av två personer utsedda av Calgarys universitet; från Calgary stad, och kommissionären för ekonomi och kommissionären för planering och samhällsservice; samt två andra personer utsedda av de fyra medlemmarna. Övriga två medlemmar utsågs ursprungligen av bröderna McMahon fram till 1973.
Sällskapet driver arenan under två hyresavtal och ett fyraårigt tremånadersavtal skrivit med Calgary stad den 7 januari 2007.

## Läktare
Med permanent plats för totalt 35 650 åskådare är arenan Kanadas femte största. Arenan utökades i flera etapper från ursprungliga publikkapaciteten på 22 000 1960 till 38 205 1988.
Under renoveringarna 2001 och 2005 ersatte loger de tidigare sittplatserna på huvudläktarens högre avdelningar, och publikkapaciteten minskades 2001 till 37 317, och 2005 till 35 650. 2007 föreslog Calgary Stampeders ordförande Ted Hellard en framtida minskning med 4 200 platser till förmån fler loger, och de renoverade platserna användas för säsongsbiljetts.
För stora evenemang som matcher under Grey Cup har tillfälliga läktare byggts vid utkanterna. Detta har tillåtit en rekordpublik på 46 020 vid Grey Cup 2009 mellan Montreal Alouettes och Saskatchewan Roughriders den 29 november 2009.

## Plan
Arenan har konstgräs av typen FieldTurf installerat 2006. Det första konstgräset, AstroTurf, installerades 1975 efter oro att det naturliga gräset inte skulle hålla då allt fler matcher började spelas där.
Med det nya konstgräset har man hoppats kunna arrangera fler evenemang, bland annat internationella matcher i fotboll ("soccer").

## Stora evenemang
CFL Grey Cup-matcher spelades på McMahon Stadium 1975, 1993, 2000, och 2009.
McMahon Stadium användes också för invignings- och avslutningsceremonierna vid olympiska vinterspelen 1988, vilket krävde större utökning av läktarområdet.
Arenan används ibland också för utomhuskonserter, som Festival Express-turnén 1970, Lilith Fair-turnéerna 1997, 1998 och 2010 samt Ozzy Osbourne och Monsters of Rock den 26 juli 2008.
Den 13 augusti 2009 skulle ZZ Top och Aerosmith ha uppträtt på arenan tillsammans, men efter en skada som Aerosmiths sångare Steven Tyler ådragit sig på turnén, ställdes föreställningen in. 
Billy Graham höll här ett väckelsemöte 1981.
McMahon Stadium användes för NHL Heritage Classic 2011 mellan Calgary Flames och Montreal Canadiens den 20 februari 2011.Mall:Update after